# Паметник на вечната слава (Киев)
Паметникът на вечната слава (на украински: Меморіал Вічної Слави) в Киев е паметник в чест на войниците, загинали във Великата отечествена война. Намира се на Гроба на Незнайния воин в центъра на Парка на вечната слава. Открит е на 6 ноември 1957 г.
Паметникът представлява обелиск с височина 27 (в някои източници – 26) метра. В подножието на обелиска, на Гроба на Незнайния воин, гори Вечният огън. До обелиска води Алеята на героите, към която са пренесени 35 военни гроба от Байковото и Лукяновското гробище, Асколдовата гробница, от някои паркове и площади на града (включително един – на Незнайния воин от предградието Лютеж). Военнослужещи с различни звания – от старшина до генерал-полковник, както и комисар на държавна сигурност – са се сражавали с врага на територията на Украинската ССР, повечето от които са се отличили в битките за Киев. Сред тях са 12 Герои на Съветския съюз.